# Melilli

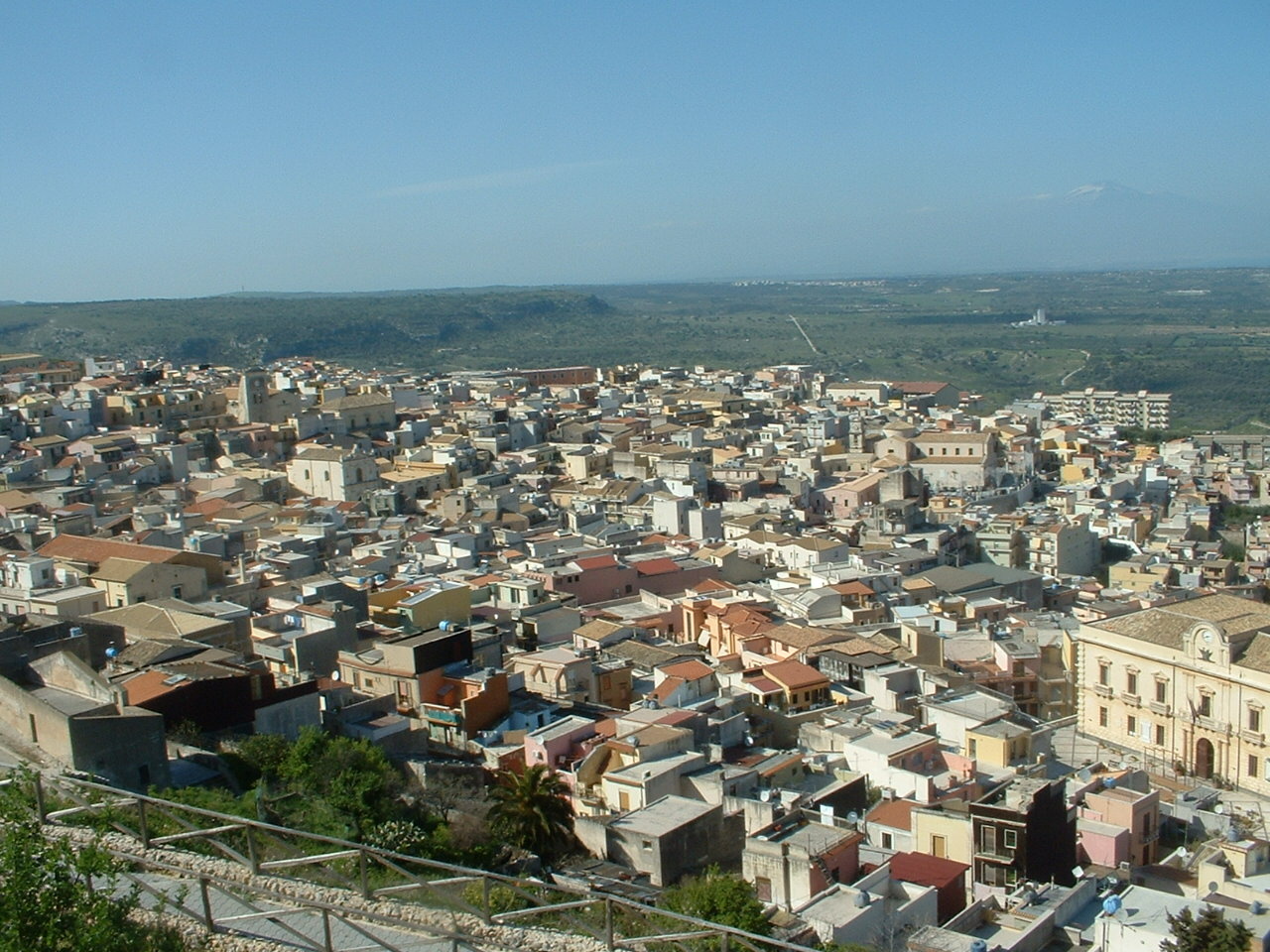
Panorama

Melilli (sizilianisch Miliḍḍi [mɪˈliɖːɪ]) ist eine Stadt im Freien Gemeindekonsortium Syrakus in der Region Sizilien in Italien mit 13.183 Einwohnern (Stand 31. Dezember 2023).

## Lage und Daten
Melilli liegt 26 km nordwestlich von Syrakus. Die Einwohner arbeiten hauptsächlich in der Landwirtschaft, in der Bauwirtschaft und in Steinbrüchen. Weitere Arbeitsplätze gibt es in dem Industriekomplex Augusta-Priolo, einer Produktionsstätte für Erdölprodukte.
Die Nachbargemeinden sind Augusta, Carlentini, Priolo Gargallo, Syrakus und Sortino.

## Geschichte
Im Mittelalter gehörte Melilli zu Augusta.
Am 24. Juli 2009 wurde mit 47,0 °C eine der höchsten Temperaturen Europas im Ortsteil Villasmundo gemessen.

## Sehenswürdigkeiten

### In der Stadt
- Kirche San Sebastiano, gebaut 1751
- Kirche Madre di San Nicolò, erste Bauten sind aus dem Jahre 1200, ab 1735 neu erbaut mit schönen Fresken und Gemälden
- Kirche Madonna del Soccorso
- Kirche Madonna del Carmine
- Kirche der Cappuccini
- Kirche San Antonio di Padova
- Kirche des Hl. Geistes (Chiesa dello Spirito Santo)

### In der Umgebung

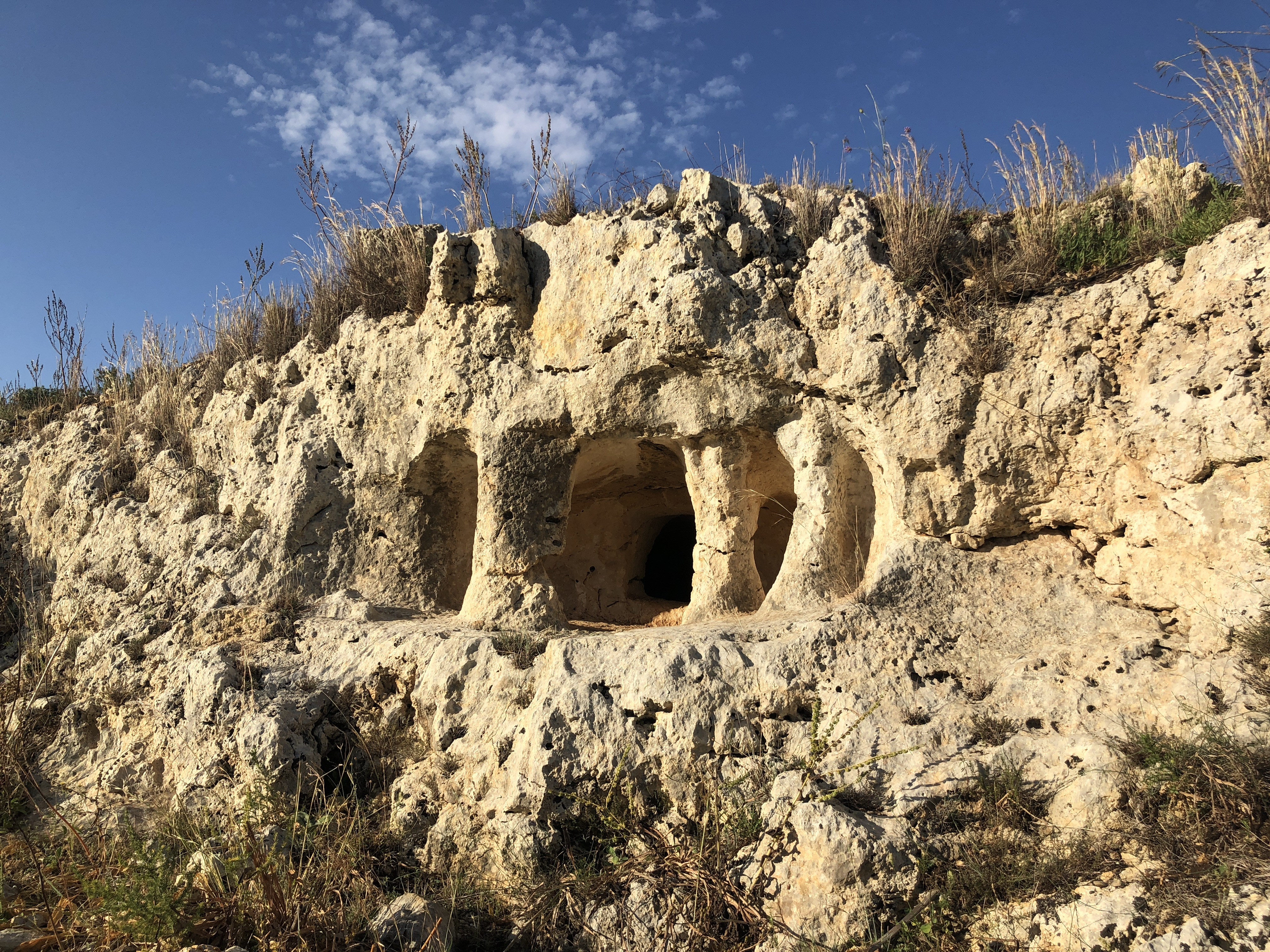
Pilastergräber von Melilli

- Megara Iblea ist eine der alten dorischen Kolonien, von der heute nur noch Ruinen übrig sind. Die Ausgrabungsstätte liegt zwischen Melilli und Augusta.
- Das unter Naturschutz stehende Höhlensystem von Villasmundo-Sant’Alfio
- Die ebenfalls unter Naturschutz stehende Höhle Grotta Palombara

## Personen
- Giulio Emanuele Rizzo (1865–1950), klassischer Archäologe

## Städtepartnerschaften
Melilli unterhält mit folgender Stadt eine Städtepartnerschaft:
- Middletown (Connecticut), USA